# ディック・ツワージク
ディック・ツワージク（Dick Twardzik、1931年4月30日 - 1955年10月21日）は、アメリカのジャズ・ピアニストで、キャリアのほとんどをボストンで過ごした。 

## 略歴
ツワージクは子供の頃にクラシック・ピアノを習い、14歳でプロ・デビューを果たした。バリトン・サックス奏者サージ・チャロフの母親であるマーガレット・チャロフに師事。ツワージクはサージ・チャロフやチャーリー・マリアーノとレコーディングした。チャーリー・パーカーとはその晩年に何度か一緒に仕事をしている。ツワージクは、チェット・ベイカーやライオネル・ハンプトンともプロとして一緒に演奏した。1954年と1955年には、ベイカーやチャロフとレコーディングした。
10代のうちに、ツワージクはヘロイン中毒となっていた。彼はチェット・ベイカーとのヨーロッパ・ツアー中にヘロインの過剰摂取によって亡くなった。

## ディスコグラフィ

### リーダー・アルバム
- 『トリオ』 - Trio (1956年、Pacific Jazz) ※with ラス・フリーマン[5]
- The Last Set (1962年、Pacific Jazz)
- 1954 Improvisations (1990年、New Artists) ※1954年録音

### 参加アルバム
- チェット・ベイカー : 『チェット・ベイカーとリチャード・ツワージック』 - Chet Baker Quartet (1955年、Barclay)
- チェット・ベイカー : Chet Baker In Europe: A Jazz Tour Of The Nato Countries (1955年、Pacific Jazz)
- サージ・チャロフ : 『ザ・フェイブル・オブ・メイベル』 - The Fable of Mabel (1957年、Vogue)
- チャーリー・パーカー : 『ハッピー・バード』 - The Happy Bird (1961年、Charlie Parker)
- チャーリー・パーカー : Boston, 1952 (1996年、Uptown)